# Crucible (álbum)
Crucible es el segundo álbum de estudio de la banda estadounidense de heavy metal Halford, publicado en 2002 por Metal God Entertainment. Obtuvo positivas reseñas por parte de la prensa especializada, quienes en su gran mayoría resaltaron la calidad en la composición de las canciones las que consideraron como más duras y oscuras que el álbum Resurrection.
El disco ingresó en algunas listas musicales de ciertos países, por ejemplo llegó hasta el puesto 144 en el conteo Billboard 200, ya que en su primera semana vendió 8144 copias en los Estados Unidos. Hasta el 26 de julio de 2002 se habían vendido 15 549 copias solo en ese país.

## Lista de canciones
| N.º | Título                      | Escritor(es)                                                         | Duración |  |
| 1.  | «Park Manor» (instrumental) | Rob Halford, Roy Z, John Baxter                                      | 1:11     |  |
| 2.  | «Crucible»                  | Halford, Z                                                           | 4:26     |  |
| 3.  | «One Will»                  | Halford, Patrick Lachman, Z, Mike Chlasciak, Bobby Jarzombek, Baxter | 3:32     |  |
| 4.  | «Betrayal»                  | Halford, Lachman, Riendeau                                           | 3:04     |  |
| 5.  | «Handing Out Bullets»       | Halford, Lachman, Jarzombek                                          | 3:16     |  |
| 6.  | «Hearts of Darkness»        | Halford, Z, Baxter                                                   | 3:48     |  |
| 7.  | «Crystal»                   | Halford, Z, Baxter                                                   | 4:37     |  |
| 8.  | «Heretic»                   | Halford, Chlasciak                                                   | 3:49     |  |
| 9.  | «Golgotha»                  | Halford, Lachman, Chlasciak, Baxter                                  | 4:20     |  |
| 10. | «Wrath of God»              | Halford, Lachman, Chlasciak, Jarzombek                               | 3:11     |  |
| 11. | «Weaving Sorrow»            | Halford, Lachman, Baxter                                             | 3:28     |  |
| 12. | «Sun»                       | Halford, Z, Baxter                                                   | 3:48     |  |
| 13. | «Trail of Tears»            | Halford, Lachman, Z, Chlasciak, Riendeau, Jarzombek, Baxter          | 5:56     |  |

| Pistas adicionales en la edición limitada |            |                             |          |  |
| N.º                                       | Título     | Escritor(es)                | Duración |  |
| 14.                                       | «She»      | Halford, Lachman, Chlasciak | 4:01     |  |
| 15.                                       | «Fugitive» | Halford, Lachman, Z         | 4:01     |  |

| Pistas adicionales en la edición japonesa |                          |                          |          |  |
| N.º                                       | Título                   | Escritor(es)             | Duración |  |
| 14.                                       | «Rock the World Forever» | Halford, Lachman, Baxter | 3:07     |  |
| 15.                                       | «In the Morning»         | Halford                  | 2:25     |  |

## Posicionamiento en las listas
| País           | Lista                     | Posición |
| -------------- | ------------------------- | -------- |
| Alemania       | Media Control Charts      | 33       |
| Estados Unidos | Billboard 200             | 144      |
| Estados Unidos | Top Heatseekers Albums    | 2        |
| Finlandia      | Suomen virallinen lista   | 31       |
| Francia        | French Albums Chart       | 100      |
| Japón          | Japan Albums Chart        | 24       |
| Reino Unido    | Top Independent Albums    | 41       |
| Reino Unido    | Rock & Metal Albums Chart | 33       |

## Músicos
- Rob Halford: voz
- Patrick Lachman: guitarra eléctrica
- Mike Chlasciak: guitarra eléctrica
- Ray Riendau: bajo
- Bobby Jarzombek: batería

Músicos invitados
- Roy Z: guitarra